# Spoorlijn Rapperswil - Arth-Goldau
De spoorlijn Rapperswil - Arth-Goldau is een Zwitserse spoorlijn die de noordzijde van de Zürichsee verbindt met de Gotthardspoorlijn.

## Geschiedenis
In 1877 werden de voorlopers van de Südostbahn opgericht als Wädenswil-Einsiedeln-Bahn (WE). In 1878 volgde de Zürichsee-Gotthardbahn (ZGB) die over een op datzelfde moment geopende dam in de Zürichsee ging.
Twaalf jaar later, op 1 januari 1890, ontstond de Südostbahn met het toenmalige hoofdkantoor in Wädenswil door een fusie van WE met de ZGB. Het net bestond toen uit twee lijnen, het traject Wädenswil–Einsiedeln, en het geïsoleerde traject over de dam in de Zürichsee; Rapperswil–Pfäffikon SZ.
In 1891 begon de ZGB met de verbinding naar de net geopende Gotthardspoorlijn en de lijn Rapperswil–Pfäffikon SZ. De uitbreiding bestond uit de volgende trajecten; van Pfäffikon SZ naar Samstagern en van Biberbrugg naar Arth-Goldau.
Karakteristiek van de SOB netwerk is de helling van 50 ‰ tussen Biberbrugg en Altmatt. De Voralpen-Express wordt op dit traject ondersteund door een opdruk locomotief of motorwagen.

## Treindiensten

### S-Bahn Zürich
De treindiensten van de S-Bahn Zürich worden uitgevoerd door de SBB, THURBO.

### Voralpen-Express
De "Voralpen-Express" is een treindienst tussen Noord-Oost Zwitserland en Centraal Zwitserland. Tegenwoordig is deze verbinding bekend als

### Stadtbahn Zug
De Stadtbahn Zug verzorgt het regionaal verkeer aan de noordzijde van de Gotthardtunnel op de bestaande sporen van de SBB vanaf 12 december 2004 op de volgende verbindingen:
- Zug – Zug Postplatz – Zug Fridbach – Zug Oberwil – Walchwil – Arth-Goldau – Steinen – Schwyz – Brunnen – Sisikon – Flüelen – Altdorf – Erstfeld

### S-Bahn Luzern
De S-Bahn Luzern verzorgt het regionaal verkeer aan de noordzijde van de Gotthardtunnel op de bestaande sporen van de SBB vanaf 12 december 2004 op de volgende verbindingen:
- Luzern – Luzern Verkehrshaus – Meggen Zentrum – Meggen – Merlischachen – Küssnacht am Rigi – Immensee – Arth-Goldau – Steinen – Schwyz – Brunnen

### Arth-Rigi-Bahn
De Arth-Rigi-Bahn (afgekort ARB) had een normaalsporige adhesielijn van het station Arth-Goldau naar de Arth am See aan de Zuger See. Thans is nog aanwezig een normaalsporige tandradbaan, welke van Arth-Goldau naar Rigi loopt. Samen met de Vitznau-Rigi-Bahn (afgekort VRB), die van de andere zijde omhoog komt, noemen ze zich sinds 1992 de Gesellschaft Rigi-Bahnen AG (afgekort RB).

## Aansluitingen
In de volgende plaatsen is of was er een aansluiting van de volgende spoorlijnen:

### Rapperswil
- Rechter Zürichseelinie, spoorlijn tussen Zürich HB en Rapperswil
- Glatttallinie, spoorlijn tussen Rapperswil en van Rüti
- Rapperswil - Ziegelbrücke, spoorlijn tussen Rapperswil en Ziegelbrücke
- Rapperswil - Watwil, spoorlijn tussen Rapperswil en Watwil

### Pfäffikon SZ
- Linker Zürichseelinie, spoorlijn tussen Zürich HB en Ziegelbrücke - Näfels

### Samatagern
In Samatagern bevindt zich de werkplaats van de Schweizerische Südostbahn (SOB)
- Wädenswil - Einsiedeln, spoorlijn tussen Wädenswil en Einsiedeln

### Arth-Goldau
- Gotthardspoorlijn spoorlijn tussen Immensee en Chiasso
- Aargauische Südbahn, spoorlijn tussen Immensee en Brugg AG/Rupperswil
- Thalwil - Arth-Goldau, spoorlijn tussen Thalwil en Arth-Goldau
- Arth-Rigi-Bahn, bergspoor naar Rigi

## Elektrische tractie
Het traject werd geëlektrificeerd met een spanning van 15.000 volt 16 2/3 Hz wisselstroom.